# Доза, Альбер
Альбе́р Доза́ (фр. Albert Dauzat, 1877—1955) — французский лингвист.

## Биография
Альбер Доза получил среднее образование в Осере и Шартре, после чего изучал право и изящные искусства в Сорбонне, где в 1906 году защитил диссертацию «Эссе о лингвистической методологии в области романских языков и диалектов» (фр. Essai de méthodologie linguistique dans le domaine des langues et des patois romans). После этого Доза продолжал свои исследования в Практической школе высших исследований, был учеником знаменитого лингвиста Ж.Жильерона. Доза стал адъюнкт-профессором Практической школы в 1913 году, затем — директором по исследованиям в 1921 году. Его работы того периода сохраняют своё значение до сих пор, что отмечал, в частности, историк Люсьен Февр. Труды Доза считаются пионерными работами в области антропонимики и научной топонимики во Франции.
Французское общество ономастики с 1956 года раз в два года присуждает премию Альбера Доза за выдающиеся работы по топонимике и антропонимике учёным франкоязычных стран.
А.Доза был основателем и директором крупнейшего французского лингвистического журнала Le Français moderne (издаётся с 1933 года) и журнала Revue internationale d’onomastique, выходившего в Париже с 1949 по 1973 годы.
А.Доза умер в 1955 году в своём доме на улице Франсуа-Коппе, 2 в XV округе Парижа, похоронен вместе со своей женой и отцом на 12-м участке кладбища Колумба.
Альбер Доза приходится двоюродным дедом переводчику и эссеисту Пьеру-Эммануэлю Доза (род. 1958).

## Важнейшие публикации
- L’argot des poilus; dictionnaire humoristique et philologique du langage des soldats de la grande guerre de 1914, 1918
- La géographie linguistique, 1922
- Les noms de lieux, origine et évolution; villes et villages--pays--cours d’eau--montagnes--lieux-dits, 1926
- Les argots : caractères, évolution, influence, 1928
- Le génie de la langue française, 1942
- Grammaire raisonnée de la langue française, 1947
- Dictionnaire étymologique des noms de famille et prénoms de France, 1951